# Krishnapura, Malur
Krishnapura là một làng thuộc tehsil Malur, huyện Kolar, bang Karnataka, Ấn Độ.